# Вашарошнамень
Вашарошнамень (угор. Vásárosnamény) — місто в медье Саболч-Сатмар-Береґ в Угорщини.

## Географія
Місто лежить на сході медьє і розташоване на лівому березі річки Красна, поблизу її впадання в Тису. Найближчі населені пункти — Матесалька за 20 км, Бакталорантаза за 24,5 км, Вая за 18 км, Ньїрбатор за 38 км, Раход за 18 км, Араньосапаті (Aranyosapáti) за 11 км, Береґшурань за 22,5 км, Тісасалка за 11 км, а також Кішваршань, Ілько, Кароїтанья, Вітка, Гергеїугорнья. З усіма населеними пунктами місто з'єднаний автомобільними дорогами, з Кішваршанем і Віткою — залізницею.

## Населення
У 2010 році населення склало 8813 осіб.
В 2001 році в місті проживало 96 % угорців і 4 % циган.